# 大樂師·為愛配樂
《大樂師·為愛配樂》是2018年的音樂電影，由馮志強執導，黃偉亮任動作指導，鄭中基、顏卓靈、周秀娜、姜皓文、白只、蔡潔及周祉君主演，《大樂師·為愛配樂》改編自馮志強的小說。

## 故事簡介
張存勇（鄭中基 飾）是一個好勇鬥狠的小混混，生性孤僻，不善與人溝通，他喜歡有節奏感的東西，例如打架。傷痕纍纍的生活令阿勇情緒不穩，惟獨一首在網上發表的神秘Demo，卻能平伏他那躁動不安的心，有如心靈的鎮靜劑。寫下這首Demo是網名「大力妹妹」的神秘作曲家。 原來子牧（顏卓靈 飾）正是Demo的作者「大力妹妹」，樂天開朗的她，竟然是阿勇在討論區上相識兩年的網友。子牧身邊所有人，以致男友冷言對待，只有阿勇一個人讚賞；天下唯一的知音，忽然相見，音樂將兩人的距離一剎那拉近......

## 角色介紹
- 顏卓靈 飾 周子牧
- 鄭中基 飾 張存勇
- 周秀娜 飾 警探Madam高
- 白只 飾 肥山
- 姜皓文 飾  雄
- 符龍飛 飾  譚卓基
- 蔡潔 飾  鍾小姐

## 奬項及提名
| 年度   | 颁奖典礼                     | 奖项                 | 姓名                                              | 结果 |
| ------ | ---------------------------- | -------------------- | ------------------------------------------------- | ---- |
| 2018年 | 第一屆MOVIE6全民票選電影大獎 | 最佳男主角           | 鄭中基                                            | 提名 |
| 2018年 | 第一屆MOVIE6全民票選電影大獎 | 最佳男配角           | 姜皓文                                            | 提名 |
| 2018年 | 第37屆香港電影金像獎         | 最佳男主角           | 鄭中基                                            | 提名 |
| 2018年 | 第37屆香港電影金像獎         | 最佳男配角           | 姜皓文                                            | 提名 |
| 2018年 | 第37屆香港電影金像獎         | 最佳原創電影音樂     | 金培達                                            | 提名 |
| 2018年 | 第37屆香港電影金像獎         | 最佳原創電影歌曲     | 沒聽過的歌 作曲：金培達 填詞：陳少琪 主唱：鄭中基 | 獲獎 |
| 2018年 | 日本福岡國際電影節2018       | 福岡電影節觀眾賞大獎 |                                                   | 獲獎 |
| 2019年 | 第2屆最港電影大獎            | 我最喜愛港片         | 大樂師‧為愛配樂                                   | 待定 |

## 外部連結
- 香港影庫上《大樂師·為愛配樂》的資料（繁體中文）
- 豆瓣电影上《大樂師·為愛配樂》的資料 （简体中文）
- 时光网上《大樂師·為愛配樂》的資料（简体中文）
- 雅虎香港電影上《大樂師·為愛配樂》的資料（繁體中文）
- 互联网电影数据库（IMDb）上《大樂師·為愛配樂》的资料（英文）